# 二藤部冬馬
二藤部 冬馬（にとうべ とうま、1982年（昭和57年）1月18日 - ）は、日本の政治家、音楽家、ボカロP、元教師、元劇団員。れいわ新選組所属の元山形県大石田町議会議員（2期）。身長167cm、体重57kg。血液型O型。

## 略歴
山形県大石田町出身。19歳のころ、所属していた俳優養成所のメンバー数名と「劇団SOS」を旗揚げし公演を行う。俳優・脚本家・演出家としても活動していたが、担当した音楽が脚光を浴びるようになり、22歳のころには、劇団を脱退し音楽活動のみを行うようになる。
24歳の時、インディーズレーベルのキラキラレコードの目に留まり、CDを発売。東京・山形・大阪などでライブ活動を行う。28歳のころ、自分が演劇や音楽活動の中で感じた社会や世の中を、これからの子供たちに伝えたいと考えるようになり、大学に通い始める。中学・高校の英語の教員免許を取得し、32歳より公立中学校の教員となる。学級担任も担い卒業生も輩出し、順風満帆に教員生活を送っていたが、2019年、近隣首長らの声がけもあり、地元大石田町の町議会議員選挙に出馬し当選した。長時間労働、パワハラなど教育現場を始めとする労働環境の改善を訴える。また、VOCALOID作品の発売も続けている。
2022年11月、れいわ新選組に入党。
2024年10月7日、れいわ新選組は第50回衆議院議員総選挙山形県第2区に二藤部を擁立すると発表した。総選挙では比例復活もならず落選。
2025年6月19日、れいわ新選組は同年7月20日執行予定の第27回参議院議員通常選挙の比例代表に二藤部を擁立すると発表した。投開票の結果、れいわ新選組が3議席を獲得したのに対し得票数9位であったため落選。

## 劇団時代
旗揚げした劇団「SOS」。名前の由来はSOLD OUT SORRYの略。初回公演時の脚本と主演を担当した。また、このころすでにシンセサイザーでの作曲を始めており、OP・EDテーマも担当した。OPテーマは「春 (mixture with Canon)」で、のちに四季シリーズとしてアルバム「Side3」にて発表している。EDテーマは、「誰も手の届かないところへ」で、元は器楽曲であったが、初音ミク作品として歌詞ありで発表されている。稽古は主に新宿村スタジオや、都内の公民館などで行った。劇場やスタッフの手配などもメンバー自身で行っていた。公演を行うたびにメンバーは増え、二藤部が脱退後も約20回近く公演は続いた。

## ソロ活動・CD発売
劇団脱退後、本格的にライブ活動や制作活動に移る。脱退後も、劇団SOSには音響として協力したり、客演として出演したこともあった。
ライブスタイルは、一人でシンセサイザーを3、4本、ステージに持ち込み、演奏するというものであった。一人でもライブができるようにするため、マルチトラック・レコーダーなどの機材も集めていた。搬入・搬出も自分一人で行い、運搬にはタクシーなども使用していた。使用機材はヤマハ製が多く、本人が言うには「ヤマハのピアノの音が一番好きだ」という理由からである。音源の制作は、作曲、編曲、録音、ミキシングまで全て本人が行っていた。
ライブ活動と同時に、インターネットを用いて楽曲の公開なども積極的に行っていた。当時ヤマハが運営していたプレイヤーズ王国等の、器楽曲部門では、上位を獲得していた。
しばらくライブ活動等を行っていると、レコード会社から声がかかるようになる。最初に声をかけたのは、インディーズレーベルのキラキラレコードであった。何とも言えない不思議な器楽曲に心を打たれた社長は、オーディションを兼ねた、主催のライブ「Kirakira Night」に出演することを提案した。「Kirakira Night」出演後、レーベルのオムニバスアルバム「INFECTIOUS BOUTIQUE」（2005年）に2曲「大航海」「静かの海」が収録された。アーティスト名はこの時点では、「TN NETWORK」という名前で参加している。同作品は、視聴者が良いと思った曲を投票できるシステムになっており、唯一の器楽曲ではあったが上位を獲得、ソロアルバムの発売が決定した。すぐにでもアルバムの曲数はあったが、収録全曲をもう一度見直したいという意向から、発売は2006年６月とすることになる。この時からアーティスト名が「TN NETWORK」から本名の「二藤部冬馬」になる。これは、レーベル社長の提案であるが、「本名以上にインパクトのある名前はない」と言っていた。
アルバム発売に向けて、音源の編集、都内・地方でのライブ活動、CDショップでの営業活動などが激化していた当時は30時間眠らないことが多々あったが、2006年6月25日に、ソロアルバム「LUNALIAN」が発売された。この発売日は、二藤部が希望した発売日で母親の誕生日でもあった。アルバム名の意味は「月の人」で、「月から地球を見たら、たった一つの故郷であり、地球人同士が争う必要のないように思える」という、少し優しい気持ちになれることを願った楽曲が込まれている。地元の山形では新聞などでも取り上げられた。出身の町では、町長や議員らもライブに駆けつけ協力した。また、出身の町でのライブ披露用に「大石田町町民歌」の編曲も制作されている。器楽曲として、アルバム「Side 3」にのちに収録されたが、実際にライブ等で歌ったのは、Ayumiとhirokeyである。
このころ、人の声が入った楽曲も制作したいと思っていた二藤部は、劇団時代の友人に頼み、ボーカル曲の制作もしている。アルバム「LUNALIAN」のライブ活動にも同行させ、披露している。楽曲は「偶然でもいい」という曲で、「feat. Ayumi」として、のちにアルバム「LUNA 2」に収録されている。
2007年には、大阪出身のアーティストhirokeyとユニット活動も行っていた。デジタルミュージック関連のイベントを通じで知り合い、もともとソロ活動をしていたhirokeyのキーボード・作詞など協力した。　

## feat. 初音ミク
二藤部は、器楽曲からVOCALOIDを用いた作品へと転向する。2006年に初音ミクが発表される以前に、ヤマハ音源「mu2000」の拡張機能であった、人の声をサンプリングしたものを使用もしていたため、その転向は容易だったかもしれない。
作風は今までの、器楽曲の雰囲気を十分に感じさせるバックトラックに、エッセイ・風刺ともいえる歌詞をのせ、ボーカロイドに歌わせるというもの。本人曰く「当たり前は作らない」という意向のもと、VOCALOID作品ながらコーラスやラップにて本人も参加している。アーティスト名は、もともとソロ活動をしていたこともあり、本名に「feat. 初音ミク」を付け足すという形になった。ボーカロイド作品になってからはiTunesやspotifyなどの配信サイトのみでの発表になっている。

## ディスコグラフィ

### 二藤部冬馬
インストゥルメンタルソロアルバム　
Lunalian (2006.06.25)
| 1  | 大航海               |
| 2  | 静かの海             |
| 3  | アイシクルプラネット |
| 4  | lunalian             |
| 5  | 優しさを糧に・・・   |
| 6  | 夏のこども           |
| 7  | 誕生                 |
| 8  | これからの君へ       |
| 9  | RUKA                 |
| 10 | last smile           |
| 11 | 夏の終わりに・・・   |

Luna 2　(2019.02.16)
| 1  | ハ長調のラブソング（デジタル絵本『メロンパンの一日』オープニングテーマ）   |
| 2  | a long original love（デジタル絵本『メロンパンの一日』エンディングテーマ） |
| 3  | 想 - time with you -                                                       |
| 4  | My Love - Luna 2                                                           |
| 5  | I Live for You (Instrumental Mix)                                          |
| 6  | Lovers Concerto                                                            |
| 7  | Be Free                                                                    |
| 8  | Mother's Dear                                                              |
| 9  | 偶然でもいい feat. Ayumi                                                   |
| 10 | 朝ぼやけ feat. 初音ミク                                                    |

Side 3　(2019.02.17)
| 1 | 春 (mixture with Canon)                                       |
| 2 | 夏 (mixture with Air on the G String)                         |
| 3 | 秋 (mixture with Turkish March)                               |
| 4 | 冬 (mixture with Moonlight Sonata)                            |
| 5 | 大航海 (Club Remix)                                           |
| 6 | 大石田町町民歌 (TN instrumental mix)                          |
| 7 | Live Lunalian 静かの海~大航海~アイシクルプラネット (Live mix) |

4 Rings -MISS YOUR BODY- (2019.03.23)
| 1 | MISS YOUR BODY (TN instrumental mix) |
| 2 | Je t'aime moi non plus               |
| 3 | tohhikoh (TN instrumental mix)       |
| 4 | Falling -Twin Peaks Theme-           |

### 二藤部冬馬 feat. 初音ミク(Tohma Nitohbe feat. Miku Hatsune)

#### <singles>
| タイトル                                      | 発売日     |
| 冬の現想                                      | 2018/12/22 |
| December 26th (feat. Miku Hatsune)            | 2019/01/19 |
| December 26th (Instrumental)                  | 2019/01/19 |
| Initial B.B. (feat. Miku Hatsune)             | 2019/01/26 |
| I Live for You (feat. Miku Hatsune)           | 2019/01/26 |
| 君のママと仲良くなりたい                      | 2019/02/09 |
| 青の理由                                      | 2019/02/09 |
| 誰も手の届かないところへ (feat. Miku Hatsune) | 2019/02/23 |
| 夏のこども (feat. Miku Hatsune)               | 2019/02/23 |
| 朝ぼやけ                                      | 2019/03/13 |
| 晴れ着 Beat                                   | 2019/03/13 |
| 晴れ着 Beat (Instrumental)                    | 2019/03/13 |

### <album>
Hello Darkness - My Old Friend　(2019.05.18)
| 1 | Hello Darkness - My Old Friend                |
| 2 | Summer Recall                                 |
| 3 | bystander - 傍観者 -                          |
| 4 | 誰も手の届かないところへ（合唱バージョン）    |
| 5 | I have to say goodbye (instrumental)          |
| 6 | Hello Darkness - My Old Friend (instrumental) |
| 7 | Summer Recall (instrumental)                  |
| 8 | bystander - 傍観者 - (instrumental)           |
| 9 | 誰も手の届かないところへ (accompaniment)      |

LOST　(2020.01.25)
| 1  | Tidy World                    |
| 2  | LOST                          |
| 3  | Priest                        |
| 4  | Time is passed                |
| 5  | Last Song                     |
| 6  | Tidy World (instrumental)     |
| 7  | LOST (instrumental)           |
| 8  | Priest (instrumental)         |
| 9  | Time is passed (instrumental) |
| 10 | Last Song (instrumental)      |

LIGHTS OUT - EP　(2020.02.15)
| 1 | run away from the lights                |
| 2 | LIGHTS OUT                              |
| 3 | close to the lights                     |
| 4 | run away from the lights (instrumental) |
| 5 | LIGHTS OUT (instrumental)               |

JOKER - EP　(2020.02.22)
| 1 | パピリオ -Ulysses-                |
| 2 | Joker                             |
| 3 | パピリオ -Ulysses- (chorus only)  |
| 4 | パピリオ -Ulysses- (instrumental) |
| 5 | Joker (instrumental)              |

Trauma - EP　(2020.03.21)
| 1 | Trauma                        |
| 2 | あなたへの物語 (instrumental) |
| 3 | Trauma (chorus)               |
| 4 | Trauma (instrumental)         |

sad memories - EP　(2020.04.25)
| 1 | Sad Memories                  |
| 2 | nostalgic love                |
| 3 | Sad Memories (instrumental)   |
| 4 | nostalgic love (instrumental) |

dilemma - EP　(2020.05.16)
| 1 | dilemma                         |
| 2 | 'cause your love                |
| 3 | dilemma (instrumental)          |
| 4 | 'cause your love (instrumental) |

千年愛 - EP　(2020.06.25)
| 1 | 千年愛                           |
| 2 | you're my fantasy                |
| 3 | 千年愛 (instrumental)            |
| 4 | you're my fantasy (instrumental) |

公園で手をつないで・・・ - EP　(2020.07.18)
| 1 | kill me now                             |
| 2 | 公園で手をつないで・・・                |
| 3 | kill me now (instrumental)              |
| 4 | 公園で手をつないで・・・ (instrumental) |

## 選挙
| 当落 | 選挙                     | 執行日         | 年齢 | 選挙区       | 政党         | 得票数    | 得票率 | 定数 | 得票順位 /候補者数 | 政党内比例順位 /政党当選者数 |
| ---- | ------------------------ | -------------- | ---- | ------------ | ------------ | --------- | ------ | ---- | ------------------ | ---------------------------- |
| 当   | 大石田町議会議員選挙     | 2019年11月3日  | 37   |              | 無所属       | ーー票    | ーー   | 10   | /                  | /                            |
| 当   | 大石田町議会議員選挙     | 2023年11月5日  | 41   |              | れいわ新選組 | 352票     |        | 10   | 6/11               | /                            |
| 落   | 第50回衆議院議員総選挙   | 2024年10月27日 | 42   | 山形県第2区  | れいわ新選組 | 1万5811票 | 8.50%  | 1    | 3/4                | ー/1                         |
| 落   | 第27回参議院議員通常選挙 | 2025年07月20日 | 43   | 参議院比例区 | れいわ新選組 | 1万2090票 |        | 50   | 9/12               | 9/3                          |